# Елай Воллак
Елай Гершел Воллак (англ. Eli Herschel Wallach; 7 грудня 1915, Бруклін — 24 червня 2014, Нью-Йорк, США) — американський актор, відомий ролями Калвери у фільмі «Чудова сімка», Туко у фільмі «Хороший, поганий, злий» та ін. Він був одним з найстаріших американських акторів сучасності. Його батьки, Абрам Валла і Берта Шор, в 1909 році емігрували в США з Перемишля.

## Фільмографія
- 1956: «Лялечка» / Baby Doll — Сільва Вакарро
- 1960: «Сім злодіїв» / Seven Thieves — Пончо
- 1960: «Чудова сімка» / The Magnificent Seven — Кальвера
- 1961: «Неприкаяні» / The Misfits — Ґвідо
- 1962: «Пригоди молодого Хемінгуея» / Hemingway's Adventures of a Young Man — Джон
- 1962: «Як підкорили Захід» / How the West Was Won — Чарлі Гент
- 1965: «Чингісхан» / Genghis Khan — шах Хорезма
- 1966: «Маки — це також квіти» / The Poppy Is Also a Flower — «щасливчик» Локарно
- 1966: «Як украсти мільйон» / How to Steal a Million — Девіс Ліланд
- 1966: «Хороший, поганий, злий» / The Good, the Bad and the Ugly — Туко
- 1968: «Як зберегти шлюб і зруйнувати ваше життя» / How to Save a Marriage and Ruin Your Life — Гаррі Гантер
- 1968: «Козирний туз» / Ace High — Кокополус
- 1969: «Мозок» / The Brain — Френкі Сканнап'єко
- 1969: «Маккенове золото» / Mackenna's Gold — Бен Бейкер
- 1977: «Безодня» / The Deep — Адам Кофін
- 1978: «Мовчазна Флейта» / Circle of Iron — людина в маслі
- 1979: «Сила вогню» / Firepower — Сел Гаймен
- 1980: «Мисливець» / The Hunter — Річі Блюменталь
- 1981: «Саламандра» / The Salamander — генерал Лепорелло
- 1986: «Круті хлопці» / Tough Guys — Леон Б. Літтл
- 1987: «Чокнуті» / Nuts — доктор Герберт Моррісон
- 1990: «Два Джейка» / The Two Jakes — Коттон Вайнбергер
- 1990: «Хрещений батько 3» / The Godfather Part III — дон Альтобелло
- 1992: «Ніч і місто» / Night And The City — Пек
- 1995: «Двоє-це черезчур» / Two Much — Шелдон
- 1996: «Компаньйон» /The Associate — Дональд Феллон
- 2000: «Зберігаючи віру» / Keeping the Faith — раббі Бен Льюїс
- 2003: «Таємнича річка» / Mystic River — епізод
- 2006: «Містифікація» / The Hoax — Ной Дітрих
- 2006: «Відпустка за обміном» / The Holiday — Артур Абботт
- 2009: «Нью-Йорку, я люблю тебе» / New York, I Love You — Ейб
- 2010: «Примара» / The Ghost Writer — старий чоловік на винограднику
- 2010: «Волл-стріт: гроші не сплять» / Wall Street: Money Never Sleeps — Джуліус «Джулі» Штайнхардт